# Linia kolejowa Eberswalde – Frankfurt (Oder)
Linia kolejowa Eberswalde – Frankfurt (Oder) (Bahnstrecke Eberswalde – Frankfurt (Oder)) – jednotorowa magistrala kolejowa we wschodniej części landu Brandenburgia, (Eberswalde – powiat Barnim, powiat Märkisch-Oderland, miasto Frankfurt nad Odrą).
Wybudowana przez spółkę Berlin-Stettiner Eisenbahn-Gesellschaft (BStE). Do użytku oddana w 1866. Rozstaw torów wynosi 1435 mm, zaś długość trasy 86,0 km.